# Chiesa di San Francesco (Montefiore dell'Aso)
La chiesa di San Francesco è un luogo di culto cattolico di Montefiore dell'Aso, situato in via Garibaldi. L'annesso convento è ora sede del polo museale di San Francesco.

## Storia e descrizione
In stile romanico-gotico, fu terminata nel 1303 (la data è riportata sull'originario portale) ma venne ristrutturata e cambiata di orientamento nel 1600: in quell'occasione vennero fatte anche le volte. Il portale d'ingresso, del quale solo la parte superiore è originaria, si trova curiosamente nell'abside poligonale, percorsa da lesene e ornata in alto da archetti gotici. Attraverso un androne si può accedere a un passaggio che porta alla parte superiore dell'abside, decorata da affreschi di scuola marchigiana del Trecento, forse del Maestro di Offida, restaurati tra il 1950 e il 1970 e raffiguranti Scene della vita di Cristo.
L'interno è barocco e conserva, tra l'altro, il monumento sepolcrale dei genitori del cardinale Gentile Partino, costruito nel 1310, e la tomba del pittore e incisore montefiorano Adolfo De Carolis, sormontato da un affresco di Diego Pettinelli.
In sagrestia si conserva la parte inferiore del portale romanico.
Per San Francesco era stato dipinto il Polittico di Montefiore dell'Aso, capolavoro di Carlo Crivelli (1471 circa).